# Michael Kellner (Politiker)

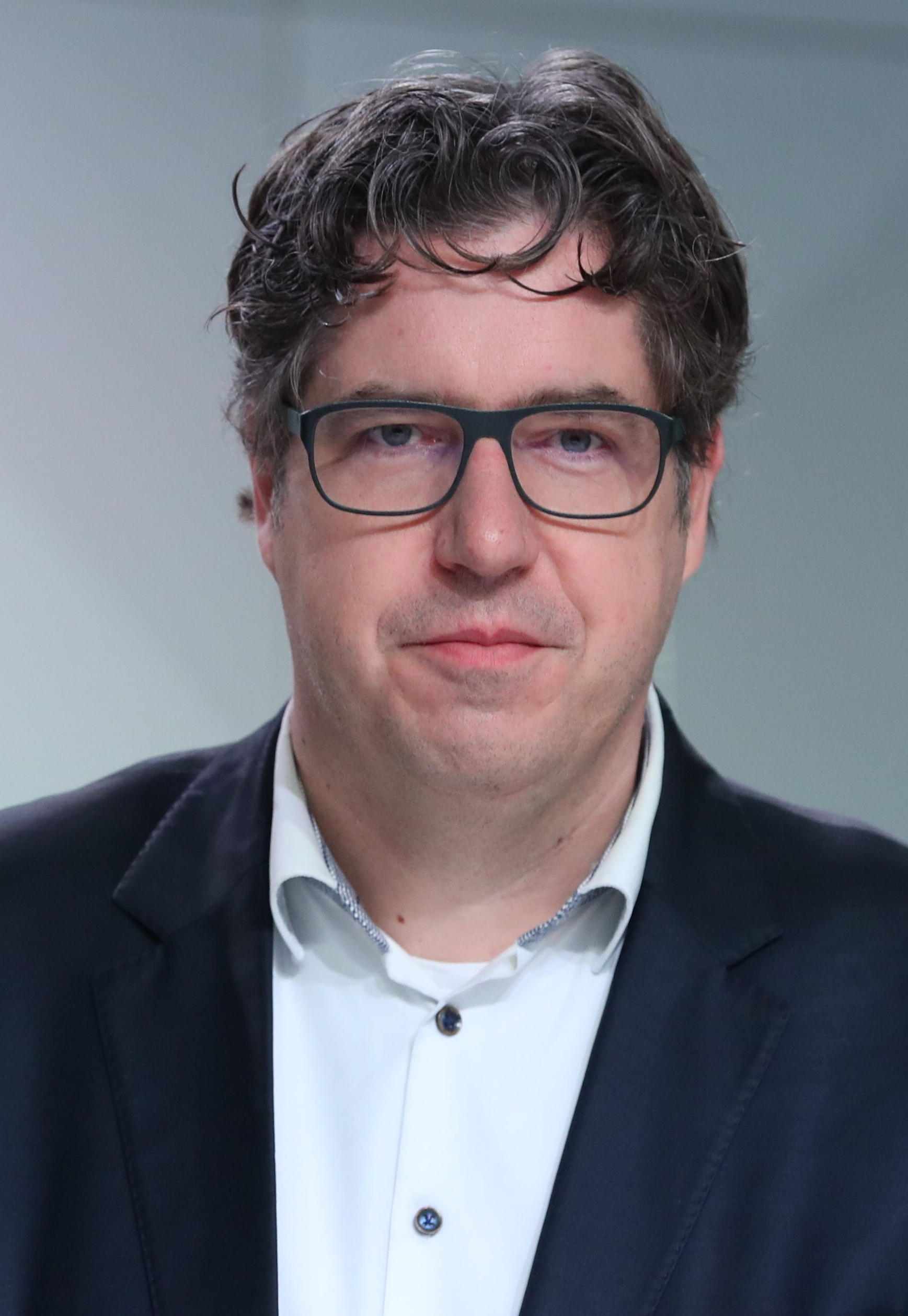
Michael Kellner (2021)

Michael Kellner (* 8. Mai 1977 in Gera) ist ein deutscher Politiker (Bündnis 90/Die Grünen). Er ist seit 2021 Mitglied des Bundestages. Von 2021 bis 2025 war er Parlamentarischer Staatssekretär bei dem Bundesminister für Wirtschaft und Klimaschutz und von 2022 bis 2025 Beauftragter der Bundesregierung für den Mittelstand. Von 2013 bis zum 2022 war er Politischer Bundesgeschäftsführer seiner Partei und damit Mitglied im Bundesvorstand. Seit der Bundestagswahl 2025 ist er Fachsprecher für Wirtschaft und Energie in der Grünen-Fraktion.

## Leben
Kellner wuchs in seiner Geburtsstadt Gera als Sohn eines Schuldirektors auf, seine Mutter arbeitete in einer Poliklinik. Beide Elternteile verloren nach der Wende in der DDR ihre Stellung. Nach seinem Schulabschluss lebte und arbeitete Kellner in einem israelischen Kibbuz. Danach studierte er bis 2002 Politikwissenschaft an der Universität Potsdam sowie als Erasmus-Stipendiat in Canterbury und als Fulbright-Stipendiat an der Michigan State University in East Lansing, USA. In seiner Diplomarbeit beschäftigte er sich mit dem Verhältnis der Länder Berlin und Brandenburg.

## Politische Laufbahn
Michael Kellner war zunächst Mitglied der Jusos. 1997 trat er der Partei Bündnis 90/Die Grünen bei und beschäftigte sich seit dem Bielefelder Sonderparteitag zum Einsatz im Kosovo 1999 mit Friedens- und Sicherheitspolitik. Während seines Studiums in Potsdam war er drei Jahre im Landesvorstand der Brandenburger Bündnisgrünen und Sprecher der Landesarbeitsgemeinschaft Wissenschaft und trat in Potsdam als Direktkandidat im Landtagswahlkampf 2004 an. In den Bundestag zog er erst 2021 über die Landesliste ein.
Von 2004 bis 2009 arbeitete er als Büroleiter von Claudia Roth im Bundesvorstand und war 2005 und 2009 Mitglied im Wahlkampfstab. Danach wurde er wissenschaftlicher Mitarbeiter des Bundestagsabgeordneten Frithjof Schmidt. Von 2011 bis 2013 war er Sprecher der Bundesarbeitsgemeinschaft Frieden und internationale Politik.
Er wird dem linken Flügel der Partei zugerechnet und gehörte eine Zeit lang zum Koordinierungsteam der parteiinternen Strömung Grün.Links.Denken.
Am 19. Oktober 2013 wurde Michael Kellner in Berlin auf der 36. Bundesdelegiertenkonferenz von Bündnis 90/Die Grünen als Nachfolger von Steffi Lemke zum politischen Bundesgeschäftsführer gewählt. Er erhielt ohne Gegenkandidatur 88,5 Prozent der Stimmen. 2015 wurde er mit 86,0 Prozent in diesem Amt bestätigt. Am 27. Januar 2018 wurde Kellner mit 74,19 % auf der Bundesdelegiertenkonferenz wiedergewählt. Am 16. November 2019 wurde er mit 87,3 % als politischer Geschäftsführer bestätigt. Im Januar 2022 schied er aus diesem Amt aus.
In der Funktion als politischer Bundesgeschäftsführer reformierte Michael Kellner unter anderem Beteiligungsprozesse innerhalb der Partei und führte neue, digitale Beteiligungsformate wie die Mitgliederbefragungen ein.

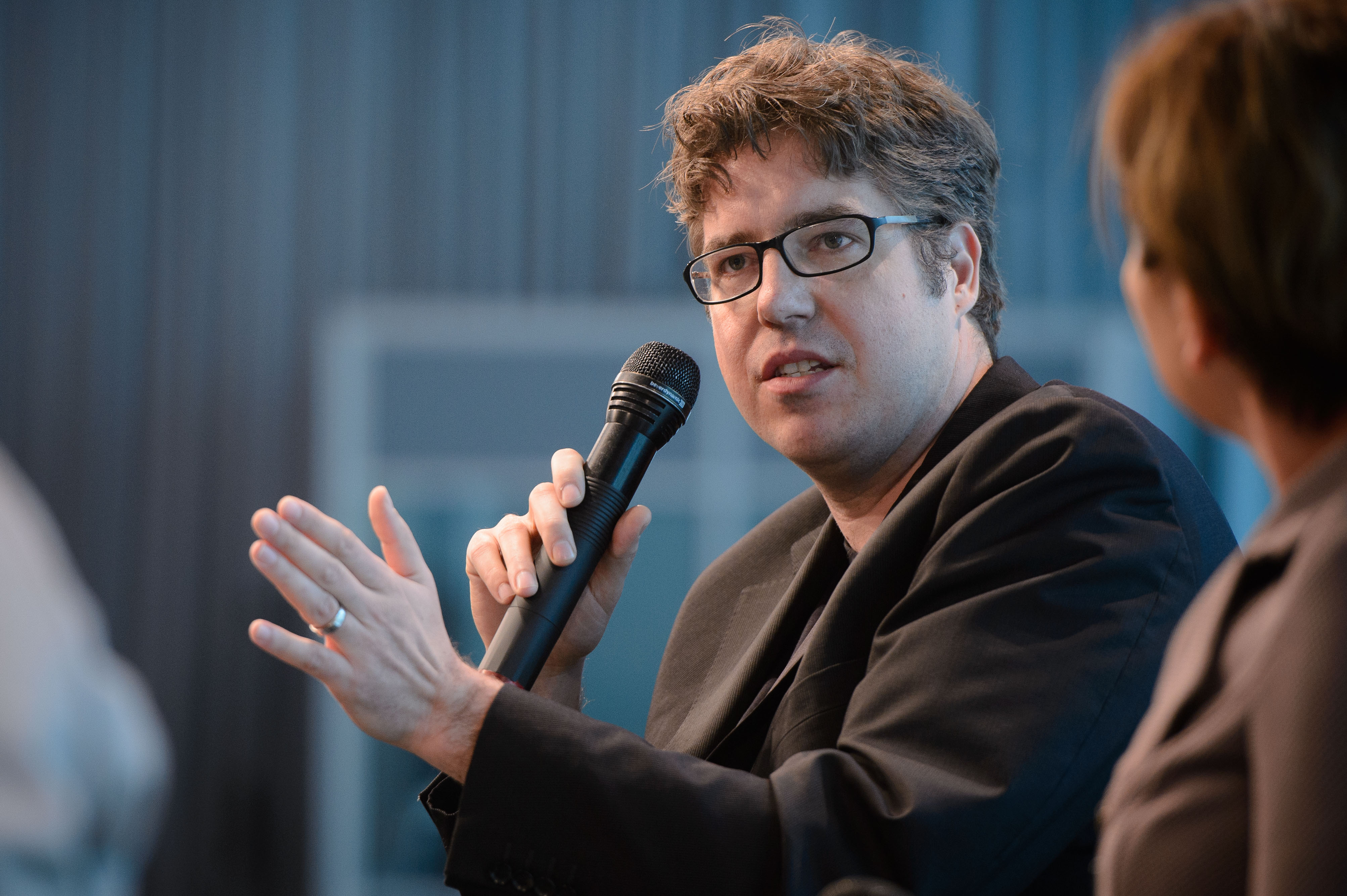
Kellner auf einem Kongress der Heinrich-Böll-Stiftung (2015)

Michael Kellner war Wahlkampfleiter für die Europawahl 2014, bei der Bündnis 90/Die Grünen ein zweistelliges Ergebnis erreichen konnten, nachdem die Partei ein für sie enttäuschendes Ergebnis von 8,4 % bei der Bundestagswahl 2013 erzielt hatte. Den Wahlkampf zur Bundestagswahl 2017 leitete Michael Kellner erneut. Die Partei erreichte hier ihr zweitbestes Ergebnis bei einer Bundestagswahl. Anschließend verantwortete Kellner den Wahlkampf zur Europawahl 2019, bei der die Partei ihr bisher bestes Ergebnis bei einer bundesweiten Wahl erreichte. Auch den Wahlkampf zur Bundestagswahl 2021, bei der Bündnis 90/Die Grünen ihr bestes Ergebnis bei einer Bundestagswahl erreichten, verantwortete Michael Kellner als Wahlkampfleiter.
Im Anschluss an die Bundestagswahl 2017 kam es zu Sondierungsgesprächen über eine sogenannte Jamaika-Koalition zwischen Bündnis 90/Die Grünen, CDU, CSU und FDP. Kellner war Mitglied der 14-köpfigen Sondierungsgruppe von Bündnis 90/Die Grünen und organisierte als politischer Bundesgeschäftsführer den Prozess in zentraler Position mit.
Nach der Bundestagswahl 2021 gestaltete Michael Kellner auch die Sondierungsgespräche über eine sogenannte Ampel-Koalition aus Bündnis 90/Die Grünen, SPD und FDP als Teil des zehnköpfigen grünen Sondierungsteams sowie die anschließenden Koalitionsverhandlungen als Mitglied der Hauptverhandlungsgruppe maßgeblich mit.
In seiner Funktion war Kellner auch verantwortlich für den Grundsatzprogrammprozess, den die Partei Bündnis 90/Die Grünen im März 2018 startete und im November 2020 mit einem neuen Grundsatzprogramm abschloss.

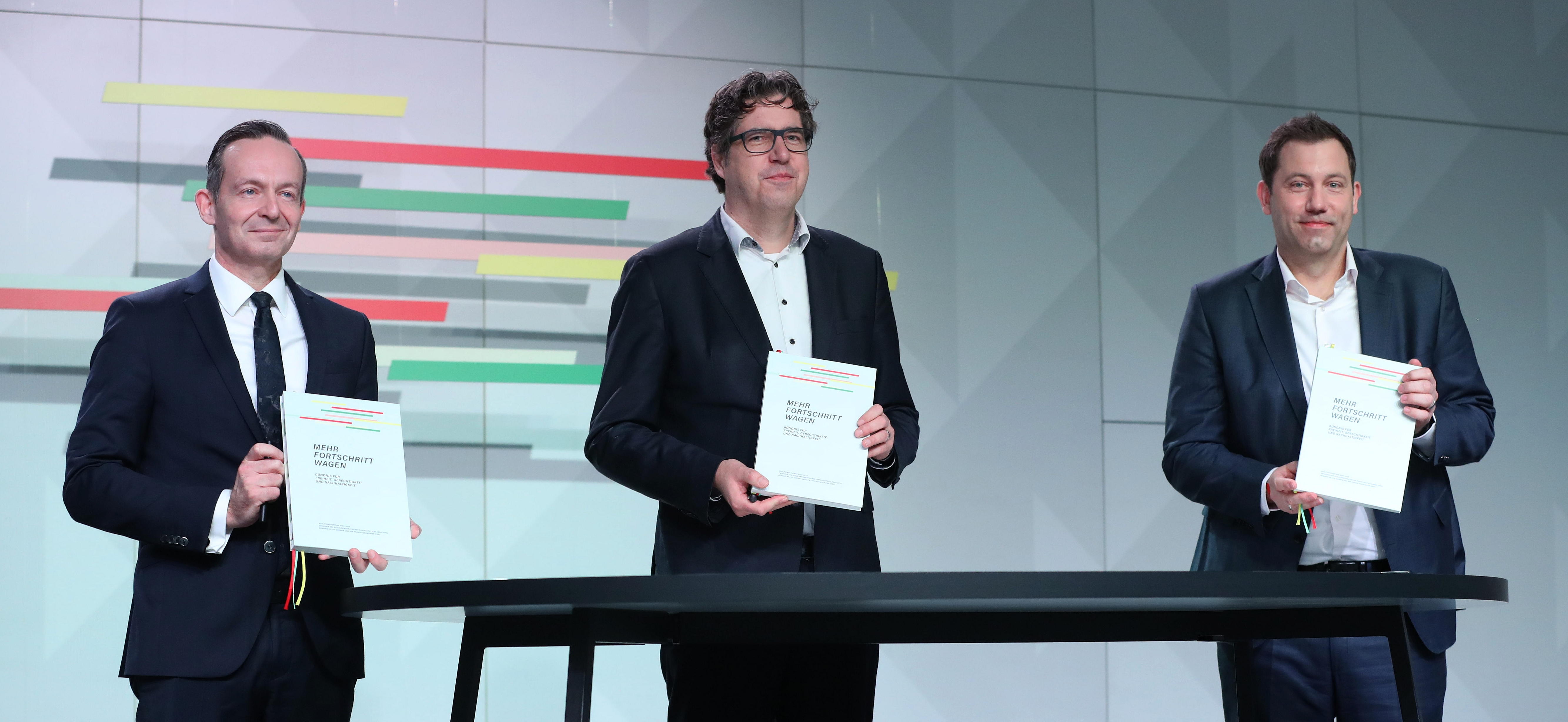
Kellner zusammen mit Volker Wissing (links) und Lars Klingbeil (rechts) mit dem Koalitionsvertrag der Ampelparteien (2021)

Bei der Bundestagswahl 2021 erhielt Kellner als Direktkandidat im Wahlkreis Uckermark/Barnim I 5,8 Prozent der Stimmen, zog aber auf Platz 2 der Landesliste in den deutschen Bundestag ein. Damit haben die Brandenburger Grünen erstmals zwei Mandate im deutschen Bundestag. Vom 8. Dezember 2021 bis zum 6. Mai 2025 war er Parlamentarischer Staatssekretär bei dem Bundesminister für Wirtschaft und Klimaschutz, Robert Habeck (Grüne). Als solcher war er vom 5. Januar 2022 bis 6. Mai 2025 außerdem Beauftragte der Bundesregierung für Mittelstand.
Er gehört der Mitgliederversammlung der Heinrich-Böll-Stiftung an.
Neben Michael Kellner wurde sein Schwager, Patrick Graichen, als beamteter Staatssekretär im Bundesministerium für Wirtschaft und Klimaschutz berufen. Die auffällige familiäre Verbindung in der Ministeriumsführung wurde Ende 2021 als „Kellner/Graichen-Clan“ kritisiert. Vorwürfe der Vetternwirtschaft wies Kellner jedoch zurück. Im Zuge der Trauzeugenaffäre im Mai 2023 verlor Graichen seinen Posten.
Seit der Bundestagswahl 2025 ist er Fachsprecher für Wirtschaft und Energie in der Grünen-Fraktion.

## Persönliches
Kellner hat zwei Kinder und lebt mit seiner Familie in Berlin und am Oberuckersee in der Uckermark. Er ist der Schwager von Patrick Graichen, der ebenfalls Staatssekretär im Bundeswirtschaftsministerium war.